# Babakan (Bandung)
Babakan is een bestuurslaag in het regentschap Serang van de provincie Banten, Indonesië. Babakan telt 2491 inwoners (volkstelling 2010).